# PAX8
«Paired-box» 8, también conocida como PAX8, es una proteína que en humanos codifica el gen PAX8.

## Función
Este gen codifica a un miembro de la familia de factores de transcripción «Paired-box» (PAX, por sus siglas en inglés). Los miembros de esta familia de genes normalmente codifican proteínas que contienen un dominio «Paired-box», un octapéptido y un homeodominio de tipo emparejado. La familia de genes PAX tiene un papel importante en la formación de tejidos y órganos durante el desarrollo embrionario y en el mantenimiento de la función normal de algunas células después del nacimiento. Los genes PAX dan instrucciones para producir proteínas que se adhieren a determinadas áreas del ADN. Esta proteína nuclear está implicada en el desarrollo de las células foliculares tiroideas y en la expresión de genes específicos de la tiroides. La proteína PAX8 libera las hormonas importantes para regular el crecimiento, el desarrollo del cerebro y el metabolismo. También interviene en etapas muy tempranas de la organogénesis renal, el sistema mülleriano y el timo. Además, el PAX8 se expresa en el sistema excretor renal, células epiteliales del endocérvix, el endometrio, el ovario, la trompa de Falopio, la vesícula seminal, el epidídimo, las células de los islotes pancreáticos y las células linfoides. El PAX8 y otros factores de transcripción participan en la unión al ADN y en la regulación de los genes que impulsan la síntesis de la hormona tiroidea (Tg, TPO, SLC5A5 y TSHr).
El PAX8 (junto con el PAX2) es uno de los reguladores importantes de la morfogénesis del sistema urogenital. Desempeñan una labor crucial en la especificación de las primeras células renales del embrión y siguen siendo agentes esenciales a lo largo del desarrollo. Se ha demostrado que el PAX8 interactúa con el factor de transcripción NK2 homeobox 1.

## Relevancia clínica
El gen PAX8 también está asociado al hipotiroidismo congénito por disgenesia tiroidea, debido a su papel en el crecimiento y desarrollo de la glándula tiroides. Una mutación en el gen PAX8 podría impedir o interrumpir el desarrollo normal. Estas mutaciones pueden afectar a diferentes funciones de la proteína, como son la unión al ADN, la activación de genes, la estabilidad de la proteína y la cooperación con el coactivador p300. Las deficiencias del gen PAX pueden dar lugar a defectos del desarrollo llamados anomalías congénitas del riñón y del tracto urinario (CAKUT, por sus siglas en inglés).

### Cáncer
Las mutaciones del PAX8 están asociadas a varios tipos de cáncer.

## Mecanismos
El PAX8 se considera un "factor de transcripción regulador principal". Como regulador principal, es posible que regule la expresión de otros genes además de los específicos de la tiroides. Varios genes supresores de tumores conocidos, como el TP53 y WT1, se han identificado como dianas transcripcionales en células de astrocitoma humano. Más del 90 % de los tumores tiroideos se originan en las células tiroideas foliculares. Una proteína de fusión, la PAX8-PPAR-γ, está implicada en algunos carcinomas foliculares de tiroides y en el carcinoma papilar de tiroides, variante folicular. El mecanismo de esta transformación no se conoce bien, pero se han propuesto varias posibilidades.
La inhibición de la función normal PPARy por la proteína quimérica PAX8/PPARy mediante  un efecto negativo dominante.
La activación de dianas PPARy normales debido a la sobreexpresión de la proteína quimérica que contiene todos los dominios funcionales de PPARy de tipo silvestre (wild-type).
La desregulación de la función del PAX8
La activación de un conjunto de genes no relacionados con las vías de señalización del PPARy de tipo silvestre (wild-type) y del PAX8 de tipo silvestre (wild-type). El gen PAX 8 tiene cierta relación con los tumores tiroideos foliculares. Se ha observado que los tumores positivos para PAX8/PPAR y rara vez expresan mutaciones de RAS de forma combinada. Esto sugiere que los carcinomas foliculares se desarrollan en dos vías de señalización distintas, ya sea con PAX8/PPAR y o con RAS.
Se han caracterizado variantes de empalme transcripcional alternativas que codifican diferentes isoformas. Se desconoce el mecanismo de activación de los genes. Algunos estudios han sugerido que los genes PAX renales actúan como factores que favorecen la supervivencia y permiten que las células tumorales resistan la apoptosis. La disminución de la expresión del gen PAX, inhibe el crecimiento celular e induce la apoptosis. Esta podría ser una posible vía de dianas terapéuticas para tratar el cáncer renal.
Algunos estudios de secuenciación del genoma completo han demostrado que el PAX8 también se dirige al BRCA1 (carcinogénesis), a las vías MAPK (neoplasias malignas de la tiroides) y Ccnb1 y Ccnb2 (procesos del ciclo celular). Se ha demostrado que el PAX8 está involucrado en la proliferación y diferenciación de células tumorales, transducción de señales, apoptosis, polaridad y transporte celular, motilidad y adhesión celular.

#### Tipos de cáncer asociados
Las mutaciones en este gen se han asociado con disgenesia tiroidea, carcinomas foliculares de tiroides y adenomas foliculares de tiroides atípicos.
El reordenamiento de PAX8/PPARy representa el 30-40 % de los carcinomas foliculares de tipo convencional y menos del 5 % de los carcinomas oncocíticos (también conocidos como neoplasias de células de Hurthle). La expresión del PAX8 aumenta en tejidos renales neoplásicos, tumores de Wilms, cáncer de ovario y carcinomas de Müller. Por esta razón, la inmunodetección del PAX8 es ampliamente utilizada para el diagnóstico de tumores renales primarios y metastásicos. Se ha informado de la reactivación de la expresión de PAX8 (o Pax2) en tumores de Wilms pediátricos, casi todos los subtipos de carcinoma de células renales, adenomas nefrogénicos, células de cáncer de ovario, carcinomas de vejiga, próstata y endometrio. La expresión del PAX8 también se induce durante el desarrollo del cáncer de cuello uterino. Los tumores que expresan PAX8/PPARy generalmente están presentes a una edad temprana, son de tamaño pequeño, presentan un patrón de crecimiento sólido/anidado y con frecuencia involucran invasión vascular.